# 夏の約束 (小説)
『夏の約束』（なつのやくそく）は、藤野千夜の1999年の小説。第122回（1999年下期）芥川賞受賞作。『群像』（講談社）1999年12月号に掲載された。

## 書籍情報

### 単行本
2000年2月1日、講談社より刊行された (ISBN 4-06-210080-0)。表紙には Une promesse d’été の仏題がある（「夏の約束」の直訳）。

### 文庫
2003年2月、講談社文庫版が、短編小説「主婦と交番」を併載して刊行された (ISBN 978-4062737050)。「主婦と交番」は、日仏同時出版された東京をテーマにしたアンソロジー『東京小説 (Tokyo électrique)』(2000年4月26日、紀伊国屋書店 & オートルマン) が初出。
| スタブアイコン | サブスタブ | この項目は、まだ閲覧者の調べものの参照としては役立たない、文学に関連した書きかけの項目です。この項目を加筆・訂正などしてくださる協力者を求めています（P:文学、PJ:ライトノベル）。項目が小説家・作家の場合には{Writer-substub}を、文学作品以外の本・雑誌の場合には{Book-substub}を貼り付けてください。 |